# Katsuya Senzaki
Katsuya Senzaki (先崎 勝也 Senzaki Katsuya?), född 9 april 1987 i Kagoshima prefektur, är en japansk före detta fotbollsspelare.
Senzaki började sin karriär 2011 i Vanraure Hachinohe. Efter Vanraure Hachinohe spelade han för FC Machida Zelvia, FC Ryukyu och Kagoshima United FC. Han avslutade karriären 2014.